# محمودآباد (شاهین‌دژ)
محمودآباد شهری از توابع شهرستان شاهین دژ در استان آذربایجان غربی در ۵ کیلومتری شمال غرب شهر شاهین‌دژ قرار دارد. این شهر جزء بخش مرکزی شهرستان شاهین‌دژ است.

## نگارخانه

تفرجگاه قوپی
زرینه رود(تفرجگاه قوپی)
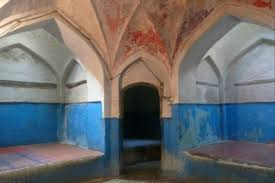
حمام تاریخی بهادرالملک